# Иньиго Лопес
Иньиго Лопес (упоминается в 1040—1076) — первый сеньор Бискайи, о котором сохранились достаточно подробные сведения. Хотя точная дата не известна, он был назначен королём Наварры Гарсией III править в Бискайе между 1040 и 1043 годом. С какого-то момента он получил титул графа и право на обращение божиею милостью.

## Биография
Происхождение Иньиго точно не известно, возможно он был сыном Лопе Васкеса де Айяла, сеньора Алава в Кантабрии и прилегающих частей Бискайи. Иньиго женился на Тоде Ортис (Фортунес), возможно, дочери Фортуна Санчеса, крёстного отца короля Гарсии. Оба они, и тесть и король, погибли в битве при Атапуэрке в 1054 году, и Иньиго наследовал Фортуну в качестве tenente (держателя) Нахера. Известны документы о его правлении в Нахере между 1063 и 1075 годами, часто через викария. Кроме Нахера и Бискайи Иньиго также правил в Дуранго.
В 1051 году, когда Гарсия III пожаловал фуэро Бискайе, Иньиго был официально признан главой местной аристократии. В том же фуэро были дарованы права монастырям, которым в дальнейшем оказывал поддержку Иньиго Лопес. Им были сделаны пожертвования монастырям в Гастелугаче, Мундаке, Бермео, Сан-Мильян-де-ла-Коголья и монастырю Сан-Хуан-де-ла-Пенья.
В 1076 году, после убийства короля Санчо IV и разделения Наварры между армиями его кузенов Санчо I и Альфонсо VI, Иньиго признал власть короля Леона и Кастилии. В сохранившихся текстах фуэро, датированных этим же годом, сообщается о том, что старший сын Иньиго, Лопе Иньигес, принёс клятву верности королю Альфонсо. Однако до 1079 года Лопе не упоминается как сеньор Бискайи, и эта дата принимается историками как дата смерти Иньиго Лопеса.
Иньиго Лопес был женат на Тоде Фортунес (Ортис), которая, возможно, была дочерью Фортуна Санчеса и Тоды Гарсес, дочери Гарсии Рамиреса и внучке Гарсии Рамиреса. У супругов было пять детей:
- Лопе Иньигес, преемник отца
- Санчо Иньигес
- Гарсия Иньигес
- Галиндо Иньигес
- Фортун Иньигес